# Цао Хуань
Ца́о Хуа́нь (кит. 曹奐, пиньинь Cáo Hùan, 246—303), взрослое имя Цзинми́н (кит. трад. 景明, пиньинь Jǐngmíng) — пятый и последний правитель царства Вэй эпохи Троецарствия в Китае.

## Биография
При рождении он получил имя Ца́о Хуа́н (кит. трад. 曹璜). Его отцом был Яньский князь Цао Юй — сын Цао Цао. В 258 году в соответствии с вэйским законом о том, что лишь старший из сыновей князя наследует титул, а остальные сыновья становятся гунами, 12-летний Цао Хуан стал Чандаоским Сян-гуном (常道鄉公). В 260 году император Цао Мао был убит при попытке вернуть себе государственную власть, узурпированную регентом Сыма Чжао, и Цао Хуан был возведён на престол в качестве его преемника. Так как практика табу на имена запрещала использование личного имени императора, а слово «хуан» звучало так же, как слова «жёлтый» и «император», перед коронацией имя будущего императора было изменено на более редкое.
Взойдя на престол, Цао Хуань не оказывал практически никакого влияния на государственные дела, остававшиеся под полным контролем клана Сыма. В это время юго-западные границы Вэй подвергались постоянным нападениям со стороны царства Шу. Отбив атаки, вэйские войска в 263 году сами вторглись в Шу. На волне успехов, не дожидаясь окончания боевых действий, Сыма Чжао вновь вынудил императора предложить ему Девять даров, и на этот раз принял их, показывая, что намерен вскоре установить собственную династию. В 264 году Сыма Чжао получил титул Цзиньского князя. В 265 году он скончался, и его положение и титул унаследовал его сын Сыма Янь, который в конце 265 года вынудил Цао Хуаня отречься от престола в свою пользу, установив империю Цзинь.
После отречения Цао Хуань получил титул Чэньлюского князя (кит. трад. 陳留王, упр. 陈留王, пиньинь Chénlíu wáng); ему было дозволено сохранить императорские флаг и повозку, и приносить жертвы предкам с императорскими церемониями. Также ему было дозволено не называть себя подданным цзиньского императора. Цао Хуань скончался в 303 году, был похоронен с императорскими почестями, и удостоен посмертного императорского имени Юань-ди (кит. 元帝, пиньинь Yuándì).

## Девизы правления
- Цзинъюань (景元 Jǐngyuán) 260—264
- Сяньси (咸熙 Xiánxī) 264—265